# Jakob Kellenberger (Politiker)
Jakob Kellenberger (* 29. Juli 1793 in Walzenhausen; † 20. Oktober 1873 ebenda; heimatberechtigt in ebenda) war ein Schweizer Politiker. Von 1853 bis 1857 gehörte er dem Nationalrat an.

## Biografie
Jakob Kellenberger war ein Sohn von Johann Konrad Kellenberger. Er heiratete Barbara Lutz, Tochter von Johann Conrad Lutz. Kellenberger absolvierte von 1811 bis 1814 eine Lehre als Hutmacher in Arbon. Anschliessend begab er sich auf eine fünfjährige Wanderschaft durch Deutschland, Österreich und Dänemark. 1819 kehrte er in seine Heimat zurück und war Besitzer eines Hutmachergeschäfts in Walzenhausen. Dort amtierte er von 1830 bis 1837 als Gemeinderat. Von 1835 bis 1853 war er Mitglied des «Kleinen Rates vor der Sitter», der Bezirksversammlung des östlichen Landesteils (ab 1843 als dessen Präsident). Er amtierte von 1853 bis 1858 als Nationalrat. Er stellte sich nicht der Wiederwahl. Von 1854 bis 1859 versah er das Amts des Landesfähnrichs und von 1859 bis 1863 das des Oberrichters.